# 8934 Nishimurajun
A 8934 Nishimurajun (ideiglenes jelöléssel 1997 AQ12) a Naprendszer kisbolygóövében található aszteroida. Kobajasi Takao fedezte fel 1997. január 10-én.